# 1443
1443 (MCDXLIII) var ett normalår som började en tisdag i den julianska kalendern.

## Händelser

### November
- 24 november – Karl Knutsson (Bonde) erbjuder sig att medla i kriget mellan Novgorod och Tyska orden.

### Okänt datum
- Kristofer av Bayern kröns till kung av Danmark.
- Kristofer ger omfattande privilegier och självständighet till ärkesätet i Lund.

## Födda
- 31 maj – Margaret Beaufort, engelsk kungamor.
- 5 december – Julius II, född Giuliano della Rovere, påve 1503–1513.
- Magdalena av Frankrike, fransk prinsessa och regent av Navarra.

## Avlidna
- 14 mars – Johan, hertig av Pfalz.
- 30 maj – Hans Laxmand, dansk ärkebiskop sedan 1436.
- Thomas Simonsson, svensk rådsherre och skald samt biskop i Strängnäs.[1]
- Marguerite de Comminges, fransk vasall.

### Fotnoter
1. ↑  Det hände i dag